# Vösendorf
Vösendorf là một thị xã thuộc huyện Mödling trong bang Niederösterreich.